# Federico Acosta y Meabe
Federico Ramón Acosta y Meabe (Ronda, 11 de septiembre de 1844 - Linares, julio de 1907) fue un jurista y político español. 

## Vida política y profesional
Fue secretario del Registro Civil de Linares (1871 y 1873); dos veces teniente-alcalde de su  ayuntamiento (1874 y 1875) y dos veces alcalde, de 1882-1884 y de 1886 a 1889. La primera vez que fue alcalde tuvo que dimitir (enero de 1884) con motivo de los escándalos surgidos por la ampliación del Paseo de Linarejos hasta La Virgen, y por los problemas surgidos a causa de las presiones de la Compañía de los Ferrocarriles de Madrid a Zaragoza y Alicante (MZA) en cuanto a las condiciones de construcción de la estación del Paseo para la línea Linares-Vadollano. No obstante, en esta misma época, gracias a su intervención se creó en Linares una Audiencia de lo Criminal (el 21 de septiembre de 1982). De este modo la ciudad poseía una Audiencia, tres Juzgados de Instrucción y un Juzgado Municipal, reforzándose al mismo tiempo el Cuerpo de la Policía Municipal (1883).
Durante años regentó la famosa mina de Arrayanes de Linares, dedicada a la extracción de plomo que, aún era propiedad del Estado, estuvo arrendada al empresario granadino José Genaro Villanova y Giménez (de 1869 a 1884), a sus herederos (1884-89) y, más tarde, a la Sociedad Colectiva Figueroa y Compañía (1889-1913), esta última fundada y propiedad de Ignacio de Figueroa y Mendieta, marqués de Villamejor, hasta su muerte (1899), cuando pasó a su segundo hijo, Álvaro de Figueroa y Torres, conde de Romanones.
Desde su fundación en 1880, fue presidente en Linares del Partido Fusionista (más tarde Partido Fusionista-Liberal y, finalmente, Partido Liberal) liderado por Sagasta, grupo representativo de las posturas más liberales, pero dinásticas, de la época (Restauración).
También fue gobernador civil de Salamanca, y caballero de la Orden de Isabel la Católica.

## Vida personal
Hijo de Fernando de Acosta y Carrión, y de María Antonia Meabe. 
El 7 de agosto de 1863 se casó con Matilde Roldán y Marín (Jaén, 1845-Linares, 1887), hermana del dos veces alcalde de Jaén, José Roldán y Marín, en la iglesia de San Bartolomé de Jaén.
Al menos tuvieron tres hijos y una hija: Federico (militar, llegando a ser general de infantería), Enrique, (abogado, fiscal y notario), Fernando (servicio armado del Cuerpo de Aduanas) y María Ascensión Acosta Roldán (Linares, 1860-Jaén, 1954), esta última casada con un prestigioso jurista de la época, Antonio Rodríguez Martín.
Tras el fallecimiento de su esposa en 1887, volvió a contraer matrimonio con su hermana política, María del Carmen, igualmente en la iglesia de San Bartolomé de Jaén, el 8 de julio de 1890.